# 国立战争博物馆 (马耳他)
国立战争博物馆是一座主要展出一战、二战相关展品的博物馆，坐落於馬爾他首都瓦莱塔的圣埃尔莫要塞一隅。這座要塞始建於16世紀，旨在抵禦奥斯曼帝国的入侵。2015年博物館翻新後，展覽內容的時間跨度擴大，涵蓋了從青銅時代直至2004年的歷史。所有展品均附有馬爾他文與英文說明。

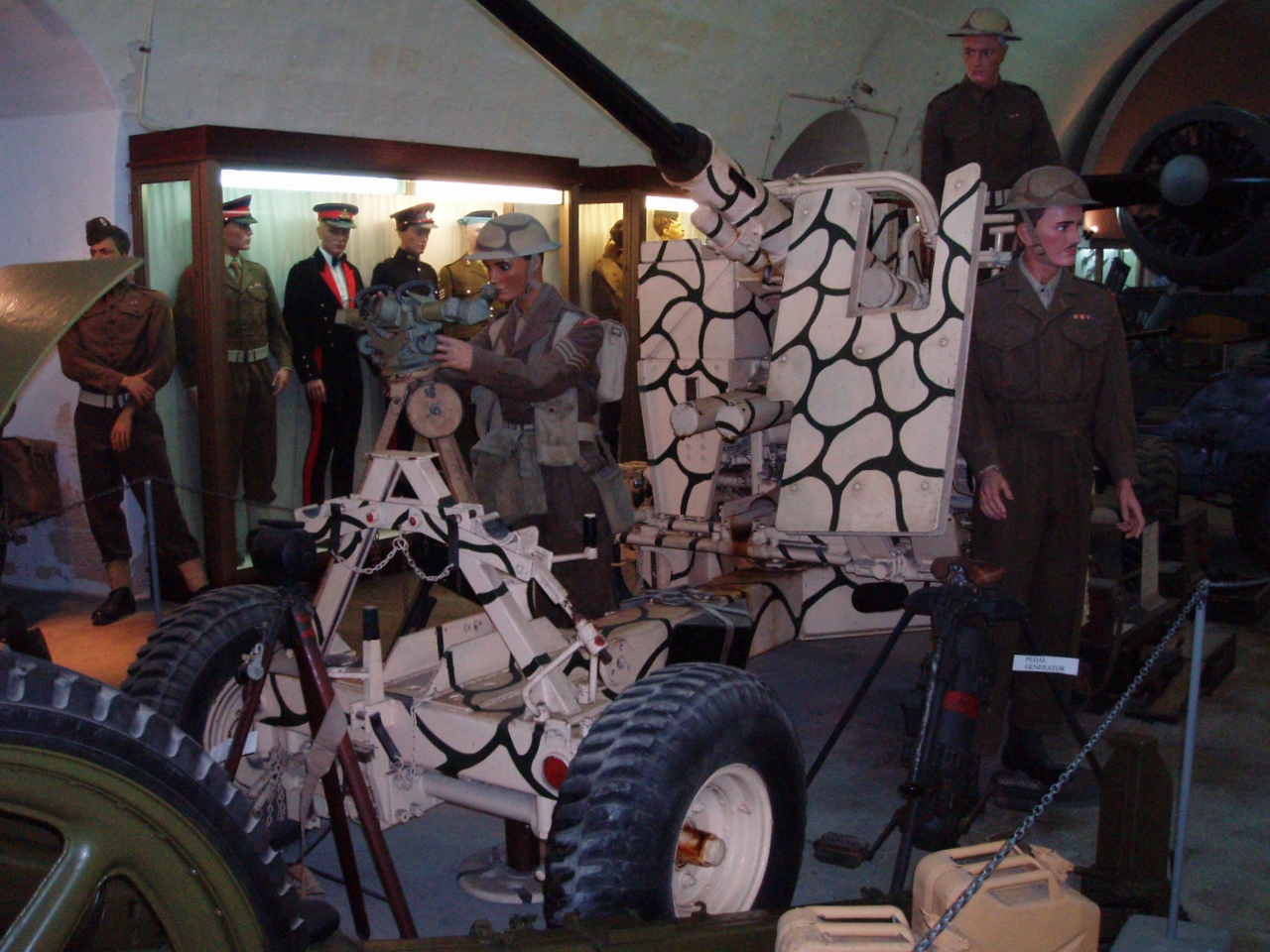
战争博物馆展出的二战时期博福斯40毫米高射炮

館內最核心的收藏是關於第二次世界大戰的展品。大量的照片記錄了戰爭時期馬爾他人民的生活，深刻揭示了平民百姓的艱辛以及軸心國轟炸所帶來的破壞。其中一件展品是格鬥士戰鬥機N5520的机身——哈尔法飞行编队的唯一幸存者。此外，展品還包括美國總統羅斯福和艾森豪威爾曾乘坐過的威利吉普车「Husky」。英王乔治六世授予马耳他人民的乔治十字勋章也在展品之列。展品还包括坠机的残骸、俘获的德国机枪、鱼类、战壕土以及其他武器。